# Eleanor Mildred Sidgwick
Pour les articles homonymes, voir Sidgwick.
Eleanor Mildred Balfour-Sidgwick, née le 11 mars 1845 à Whittingehame (East Lothian) et morte le 10 février 1936), est une mathématicienne et une militante féministe britannique. Elle est cofondatrice et principale du Newnham College, collège pour femmes de Cambridge fondé en 1871, et s'est engagée en faveur de l'accès des femmes aux études universitaires. Elle est membre de la Society for Psychical Research.

## Biographie
Née dans le domaine familial de Whittingehame, dans le comté écossais d'East Lothian, elle est la fille de James Maitland Balfour et de Blanche Harriet Cecil, et aînée de sa fratrie, elle appartient à l'aristocratie écossaise. L'un de ses frères, Arthur Balfour, est Premier ministre du Royaume-Uni, leader du parti conservateur et connu pour la Déclaration Balfour, qui reconnaît en 1917 la légitimité d'un État d'Israël, un autre de ses frères, Francis Maitland Balfour est embryologiste, professeur à Cambridge et membre de la Royal Society. Son frère, Gerald William Balfour, mène également une carrière politique et s'intéresse à la recherche psychique.
Elle est éduquée à domicile, encouragée par ses parents qui sont attentifs à ses aptitudes exceptionnelles en mathématiques et soutiennent la possibilité pour les filles de faire des études supérieures.
Après la mort de ses parents, elle gère le domaine familial de Wittinghame et travaille avec Lord Rayleigh pour améliorer la précision des mesures de la résistance électrique.

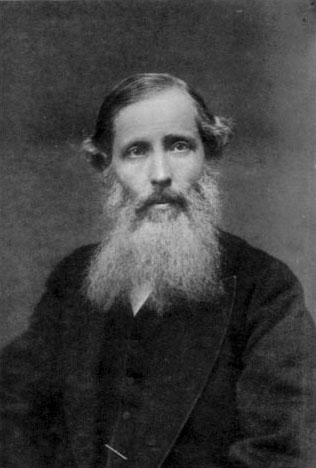
Henry Sidgwick

Elle rencontre le philosophe Henry Sidgwick à travers un groupe de recherche sur le spiritisme, formé en 1874 et l'épouse en 1876. Ils s'intéressent tous deux à la promotion de l'éducation universitaire pour les femmes et s'impliquent dans la fondation du Newnham College, au sein de l'université de Cambridge. Elle y enseigne les mathématiques, puis en devient principale-adjointe, puis principale en 1892. Elle gère les finances du collège, encourage la recherche et contribue à l'esprit du lieu. Elle mène une vie active et austère. Mais sa « grisaille » (selon ses propres termes) ne l'empêche pas d'être admirée et appréciée. En 1882, Henry Sidgwick fonde la Society for Psychical Research. Ils mènent ensemble deux combats : l'admission des femmes aux examens universitaires et l'obtention d'un diplôme. Ils gagnent la première, mais échouent à établir le droit pour les étudiantes à obtenir un diplôme universitaire. Après la mort de son mari en 1900, Eleanor démissionne de ses fonctions, tout en restant membre actif du conseil du collège Newham. En 1916, elle s'installe auprès de son frère Gerald William Balfour, à Fisher's Hill, près de Woking dans le Surrey, tout en restant en lien avec Newnham College. Elle meurt à son domicile, le 10 février 1936.

## Distinctions
- Docteur honoris causa des universités de Manchester, Édimbourg, St Andrews et Birmingham[5]
- 1908 : présidente de la Society for Psychical Research, puis présidente d'honneur en 1932.